# Autoba pallescens
Autoba pallescens är en fjärilsart som beskrevs av W. Warren 1914. Autoba pallescens ingår i släktet Autoba och familjen nattflyn. Inga underarter finns listade i Catalogue of Life.